# アウルス・ポストゥミウス・アルビヌス・ルスクス
アウルス・ポストゥミウス・アルビヌス・ルスクス（Aulus Postumius Albinus Luscus 、生没年不明）は、紀元前2世紀初頭の共和政ローマの政治家・軍人。紀元前180年に執政官（コンスル）、紀元前174年に監察官（ケンソル）を務めた。

## 出自
アルビヌス・ルスクスはパトリキ（貴族）であるポストゥミウス氏族の出身である。ポストゥミウス氏族はローマで最も有力な氏族の一つで、共和政ローマ建国5年目の紀元前505年にはプブリウス・ポストゥミウス・トゥベルトゥスが氏族最初の執政官に就任しており、その後も多くの執政官を出してきた。カピトリヌスのファスティによると、アルビヌスの父も祖父もプラエノーメン（第一名、個人名）はアウルスである。おそらく、祖父は紀元前242年の執政官アウルス・ポストゥミウス・アルビヌスである。紀元前174年の執政官スプリウス・ポストゥミウス・アルビヌスと紀元前173年の執政官リキウス・ポストゥミウス・アルビヌスは弟、紀元前186年の執政官スプリウス・ポストゥミウス・アルビヌスはいとこである。
コグノーメン（家族名）のアルビヌスに加えて、ルスクスのニックネームを持っているが、これに関してはティトゥス・リウィウスがそう記録しているのみである。

## 経歴
アルビヌス・ルスクスが資料に登場するのは紀元前191年である。リウィウスの記述によると、ローマとアンティオコス3世・アエトリア同盟連合軍との間の戦争（ローマ・シリア戦争）が始まったとき、ケファロニア島を支配していたアウルス・ポストゥミウスという人物が、レガトゥス（軍団副司令官）グナエウス・オクタウィウスを支援するために、分遣隊と数席の軍船を派遣したという。歴史家はこの人物がアルビヌス・ルスクスであったと考えている。また、アルビヌス・ルスクスはこの戦争自体に参加したと思われる。戦争が終わった後の紀元前187年には、アルビヌス・ルスクスはプブリウス・コルネリウス・ケテグスと共にアエディリス・クルリス（上級按察官）に就任した。この年の競技会の最中にキルクス・マクシムス（大戦車競技場）の柱の固定が十分でなく、ポレンティア女神の像の上に落ちて像が倒れてしまった。これは悪い前兆とみなされ、元老院は競技会を一日長くすべきであると決定した。また倒れた像の代わりに2つの像を建て、そのうちの1つは金メッキされるべきだと決定した。
翌紀元前186年末、アルビヌス・ルスクスはプラエトル（法務官）選挙に立候補し、執政官であるいとこのスプリウス・ポストゥミウス・アルビヌスの支援もあって、当選した。同僚の一人はまたもプブリウス・コルネリウス・ケテグスで、いとこであるルキウス・ポストゥミウス・テンプサヌスも当選した。紀元前185年の法務官の活動に関する資料はない。
紀元前180年、アルビヌス・ルスクスは執政官に就任した。同僚のプレブス（平民）執政官はガイウス・カルプルニウス・ピソであったが任期途中で死去したため、クィントゥス・フルウィウス・フラックスが補充執政官となった。翌年の執政官も同姓同名のクィントゥス・フルウィウス・フラックスであるが、別人である。アルビヌス・ルスクスの担当地域はリグリアであったが、彼は選挙のために現地への到着が遅れ、プロコンスル（前執政官）のプブリウス・コルネリウス・ケテグスとマルクス・バエビウス・タンピルスが、アルビヌス・ルスクスの到着前にリグリアを平定していた。とは言うものの、アルビヌス・ルスクスも山岳部や沿岸部の部族を服従させた。

紀元前176年、ダルダノイ（トロイ）人がバスタリニ人とマケドニア王ペルセウスの脅威からの保護をローマに求めたためである。元老院はこの地域の状況を精査することを決定した。アルビヌス・ルスクスを筆頭大使とする使節団がバルカン半島に派遣された。紀元前175年の初めに帰国した大使たちは、ダルダニアで本格的な戦争が行われていることを確認した。
紀元前174年は、アルビヌス・ルスクスの政治歴の頂点ともいえる年であった。アルビヌス・ルスクスはケンソル（監察官）に就任し、同僚のクィントゥス・フルウィウス・フラックスと協力し、スキピオ・アフリカヌスの息子であるルキウス・コルネリウス・スキピオとマルクス・コルネリウス・スキピオを含む9人を元老院から除名した。マルクス・アエミリウス・レピドゥスが前回（紀元前174年）に続いて、二度目の元老院筆頭となった。両監察官はローマ市内の道路を黒灰色の石英で、市外の道路を砂利で敷き詰め、道路の脇に一段高くなった歩道を作り、各所に橋を架ける契約を最初に結んだ。フォルムス・ロマヌスから
カピトリヌスの丘に続く坂を石畳で舗装し、トリゲミナ門の外にある市場も舗装し、いくつかのポルティコを建設した。
ルキウス・コルネリウス・レントゥルスが紀元前173年に死去すると、アルビヌス・ルスクスは彼に代わって神祇官となった。第三次マケドニア戦争が始まった紀元前171年にはアルビヌス・ルスクスはアウクシリア（補助兵力）を得るために
クレタ島に使節として赴いたが、同じ目的のために二人の弟も小アジアとアフリカに派遣されていた。マケドニアの降伏後、アルビヌス・ルスクスはルキウス・アエミリウス・パウルス・マケドニクスと共にマケドニアとギリシアの戦後秩序を整えた（紀元前167年）。当時、アルビヌス・ルスクスはその地位と影響力において、レピドゥスに次ぐ最も有力な政治家であった
。

## 子孫
紀元前151年の執政官アウルス・ポストゥミウス・アルビヌスはアルビヌス・ルスクスの息子である。

## 参考資料

### 古代の資料
- カピトリヌスのファスティ
- ティトゥス・リウィウス『ローマ建国史』
- ポリュビオス『歴史』

### 研究書
- Broughton R. Magistrates of the Roman Republic. - New York, 1951. - Vol. I. - P. 600.
- Münzer F. Postumius // Paulys Realencyclopädie der classischen Altertumswissenschaft . - 1953. - Bd. XXII, 1. - Kol. 891-893.
- Münzer F. Postumius 46 // Paulys Realencyclopädie der classischen Altertumswissenschaft . - 1953. - Bd. XXII, 1. - Kol. 925-929.

| 公職                                                                     | 公職                                                                                                 | 公職                                                                                           |
| ------------------------------------------------------------------------ | --- | ---------------------------------------------------------------------------------------------- |
| 先代 プブリウス・コルネリウス・ケテグス マルクス・バエビウス・タンピルス | 執政官 同僚：ガイウス・カルプルニウス・ピソ 補充：クィントゥス・フルウィウス・フラックス 紀元前180年 | 次代 ルキウス・マンリウス・アキディヌス・フルウィアヌス クィントゥス・フルウィウス・フラックス |

| 公職                                                                                     | 公職                                                               | 公職 |
| ---------------------------------------------------------------------------------------- | ------------------------------------------------------------------ | --- |
| 先代 マルクス・アエミリウス・レピドゥス マルクス・フルウィウス・ノビリオル 紀元前179年 L | 監察官 同僚：クィントゥス・フルウィウス・フラックス 紀元前174年 LI | 次代 ガイウス・クラウディウス・プルケル ティベリウス・センプロニウス・グラックス・マイヨル 紀元前169年 LII |